# Macquarie-szigeti kecskepapagáj
A Macquarie-szigeti kecskepapagáj (Cyanoramphus erythrotis) a madarak osztályának papagájalakúak rendjébe és a szakállaspapagáj-félék családjába tartozó kihalt faj.

## Rendszerezés
Egyes források a  pirosfejű kecskepapagáj kihalt alfajaként kezelik, mint Cyanoramphus novaezelandiae erythrotis.

## Elterjedése
Az Ausztráliához tartozó Macquarie-szigeten volt honos.

## Megjelenése
Hasonlított az Antipodes-kecskepapagájra (Cyanoramphus unicolor), de lényegesen nagyobb méretű  volt.

## Kihalása
A baj 1810-ben kezdődött, amikor nyulakat telepítettek a szigetre, amik ellenség hiányában tarra rágták a papagáj táplálékát jelentő növényeket. Ráadásul a papagáj a kisállat-kereskedésekben fő attrakciónak számított. A kritikus veszélyeztető tényező viszont az volt, amikor a közönséges nyulak mellé európai nyulakat és az új-zélandi wekát is betelepítették a szigetre, ami tovább rontotta a sziget ökoszisztémáját. A papagájok utolsó példányait az 1880-as években látták. Egy kutatócsoport megpróbálta megkeresni a papagájt 1891-ben, de nem járt sikerrel.